# Doștat (Alba)
Doștat (en hongrois : Hosszútelke, en allemand : Langendorf) est une commune du județ d'Alba, Roumanie qui compte 956 habitants.
La commune est composée de trois villages : Boz, Dealu Doștatului et Doștat .

## Démographie
D'après le recensement de 2011, la commune compte 956 habitants, en forte baisse par rapport au recensement de 2002 où elle en comptait 1 072.
Lors de ce recensement de 2011, 94,24 % de la population se déclarent roumains et 2,4 % comme roms (3,13 % ne déclarent pas d'appartenance ethnique et 0,2 % déclarent appartenir à une autre ethnie).

## Politique
| Parti | Parti                                                 | Sièges |
| ----- | ----------------------------------------------------- | ------ |
|       | Parti national libéral (PNL)                          | 5      |
|       | Parti social-démocrate (PSD)                          | 2      |
|       | Union nationale pour le progrès de la Roumanie (UNPR) | 1      |
|       | Alliance des libéraux et démocrates (ALDE)            | 1      |